# جواز سفر جزر مارشال
جواز سفر جزر مارشال هي وثيقة السفر الدولية تصدر لمواطني جزر مارشال.

## متطلبات التأشيرة
اعتبارًا من 2 يوليو 2019 كان مواطنو مارشال يتمتعون بإمكانية الدخول بدون تأشيرة أو تأشيرة عند الوصول إلى 122 دولة وإقليم مما جعل جواز سفر مارشال يحتل المرتبة 47 من حيث حرية السفر وفقًا لمؤشر هينلي لجوازات السفر.
وقعت جزر مارشال اتفاقية متبادلة للإعفاء من التأشيرة مع دول منطقة شنغن في 28 يونيو 2016.

## معرض

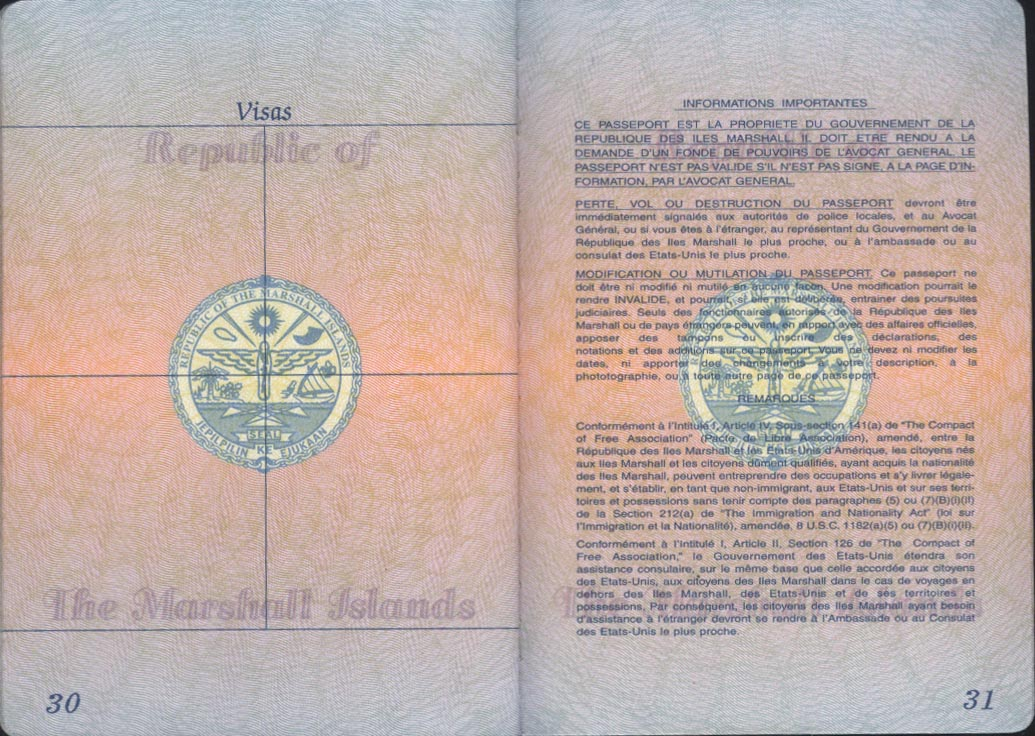
صفحة التأشيرة وصفحة معلومات جواز سفر جزر مارشال.
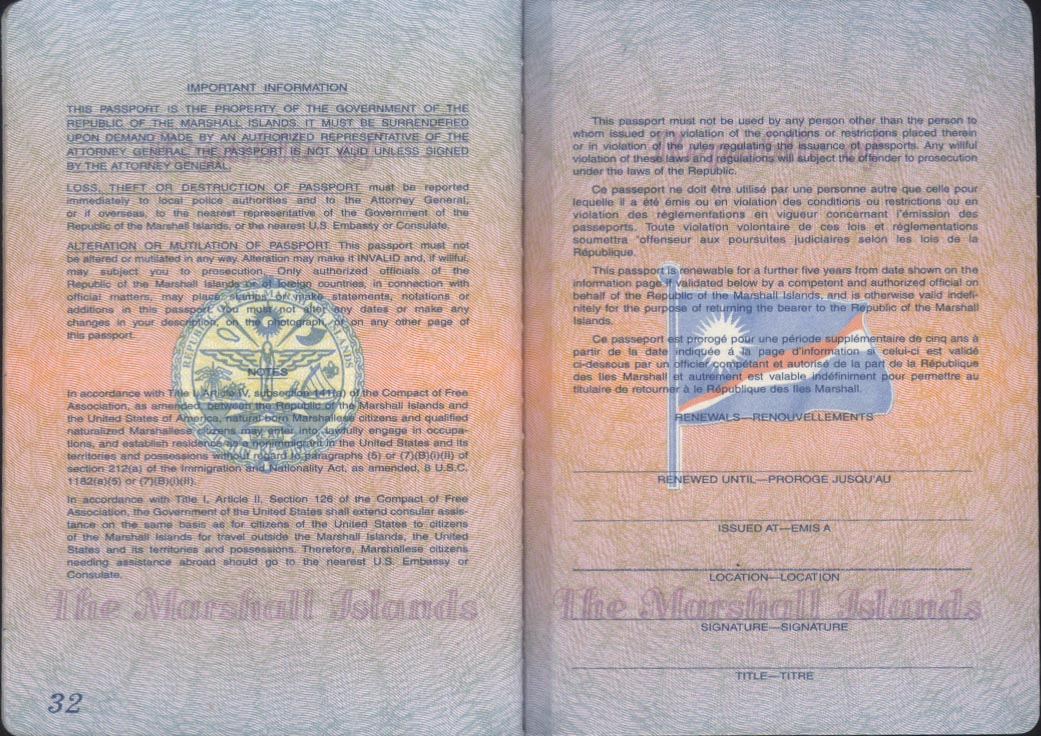
صفحة معلومات جواز سفر جزر مارشال.

## المراجع

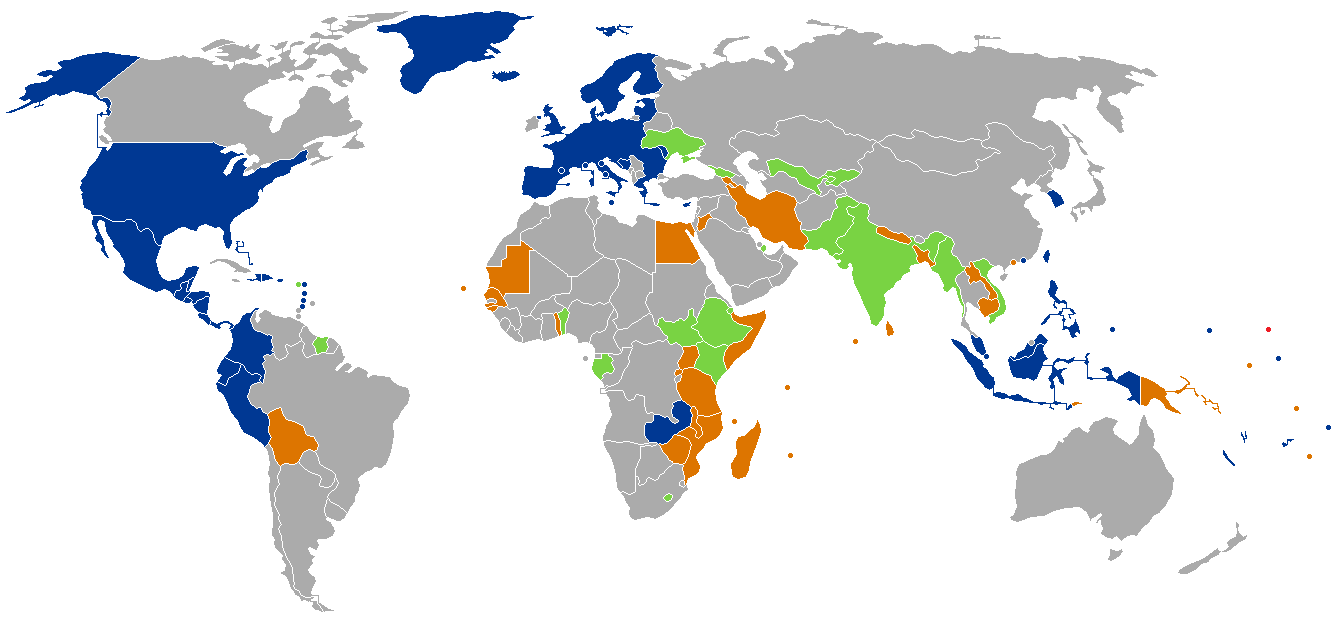
البلدان والأقاليم التي لا تفرض تأشيرة أو تطلب تأشيرة دخول عند الوصول للجهة، لحاملي جواز سفر جزر مارشال.

## روابط خارجية
- جواز سفر جزر مارشال
- تعليمات عن جواز سفر جزر مارشال